# Großvenediger
Il Großvenediger (; 3.666 m s.l.m.) è una montagna degli Alti Tauri nelle Alpi dei Tauri occidentali. Si trova in Austria lungo la linea di confine tra il Tirolo ed il Salisburghese, quarta cima per altezza dell'Austria.

## Caratteristiche
Il toponimo significa grande veneziano ed è presente fin dal 1797. L'origine del toponimo non è chiara.
La montagna è inserita nel Parco nazionale Alti Tauri. È la montagna più alta del gruppo omonimo e di tutto il Salisburghese.